# Kaiszareiai Szent Dániel és társai
Kaiszareiai Szent Dániel és társai (? – 308) ókeresztény vértanúk csoportja.
Egyiptomban éltek pogány emberekként, és a római keresztényüldözések idején, 308-ban elkísérték az onnan Kilikiába bányamunkára ítélt keresztényeket. Hazatérőben a palesztinai Kaiszareia városában elfogta a helyi katonaság csoportot, és kivallatták őket mivoltukról. A csoport tagjai egyiptomi pogány nevük helyett bibliai szent neveken nevezték meg magukat (Dániel, Illés, Jeremiás, Izajás, Sámuel), hazájuknak pedig Jeruzsálemet vallottákː ezzel akarták jelezni, hogy keresztényekké lettek, és egy új, mennyei hazához tartoznak. A hatóságok kivégezték a csoport tagjait, akiket az egyház szentként tisztel, és február 16-án üli meg az ünnepüket.